# Melanonotus globosus
Melanonotus globosus är en insektsart som först beskrevs av Brunner von Wattenwyl 1895.  Melanonotus globosus ingår i släktet Melanonotus och familjen vårtbitare. Inga underarter finns listade i Catalogue of Life.